# Velocipedul cu abur Michaux-Perreaux

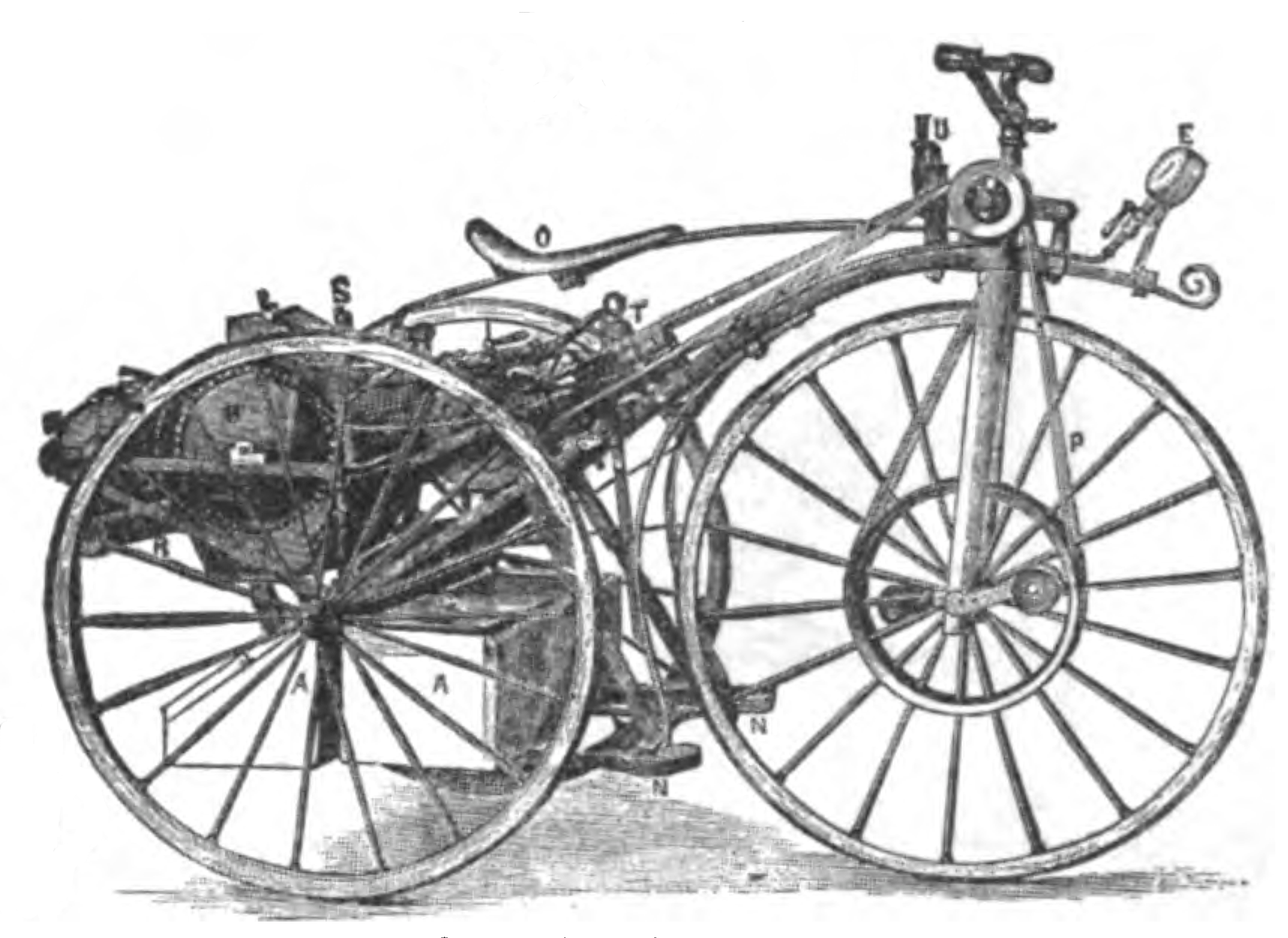
Desenul versiunii tricicletă, circa 1884.

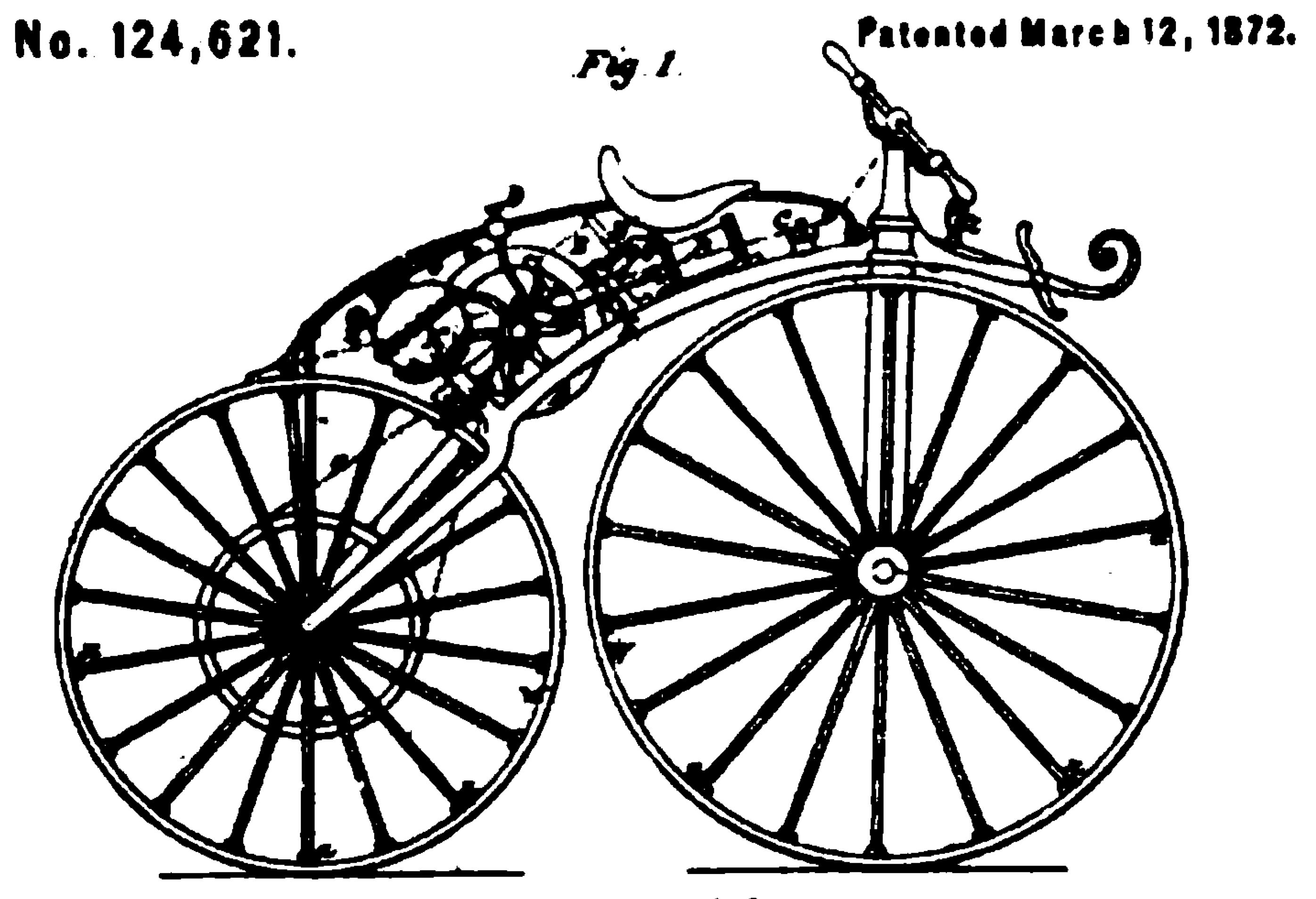
Desen din brevetul din 1872.

Velocipedul cu abur Michaux-Perreaux a fost un velociped propulsat cu ajutorul forței aburului produs în Franța, între 1867-1871, atunci când un mic motor cu abur comercial Louis-Guillaume Perreaux⁠(d) a fost atașat unei biciclete cu pedale Pierre Michaux⁠(d). Este una dintre cele trei motociclete care pretind a fi prima motocicletă, alături de velocipedul cu abur Roper din 1867 sau 1868 și motorul cu ardere internă Daimler Reitwagen⁠(d) din 1885. Perreaux a continuat dezvoltarea bicicletei sale cu abur și a expus o versiune triciclu în 1884. Singurul velociped cu abur Michaux-Perreaux realizat, împrumutat de la Muzeul Île-de-France, Sceaux, a fost prima mașină care a fost văzută de vizitatori la intrarea în rotunda Muzeului Solomon R. Guggenheim la Expoziția Arta Motocicletei din New York în 1998.

## Dezvoltare

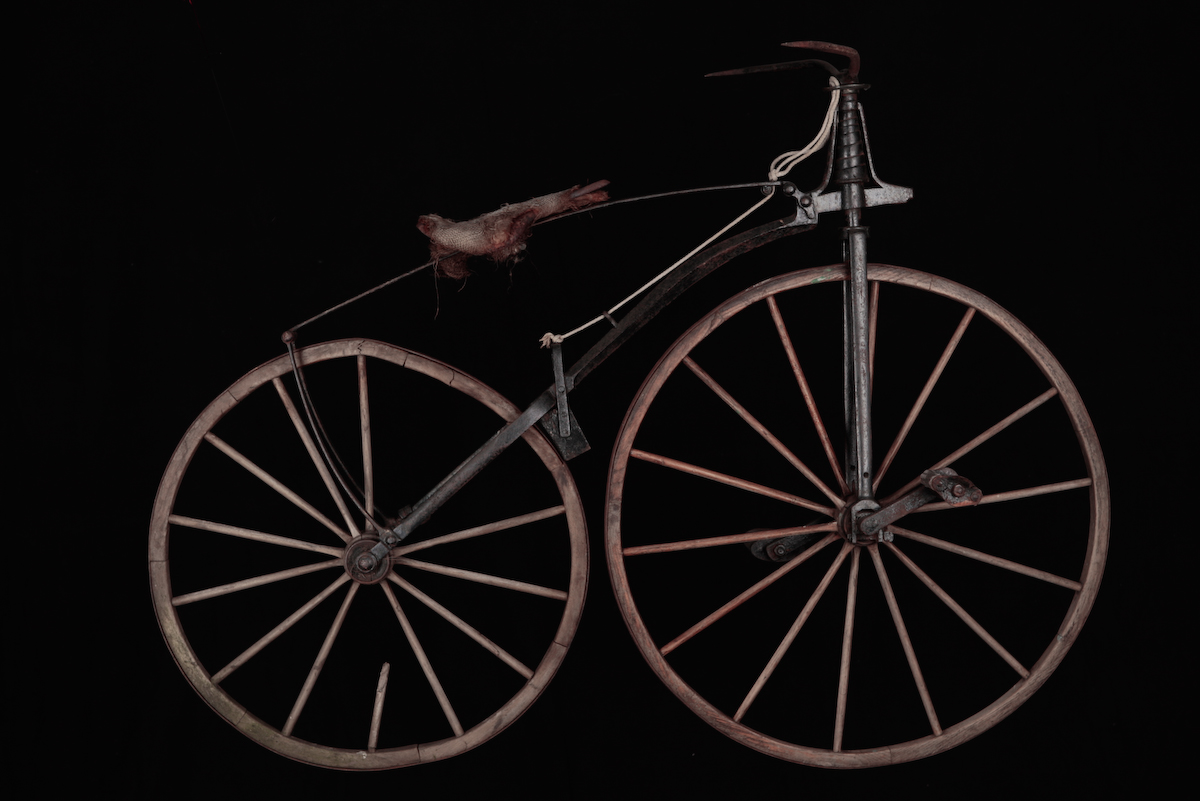
Velocipedul Michaux avea tub drept și frână direct pe roată.

Fiul lui Pierre Michaux, Ernest, este creditat de L.J.K. Setright și David Burgess-Wise ca fiind primul care a montat motorul brevetat Perreaux pe velociped, în timp ce Charles M. Falco menționează că a fost Louis-Guillaume Perreaux. Mașina Michaux-Perreaux a fost construită folosind prima bicicletă cu pedale care a avut succes comercial, un velociped produs în serie de Michaux, cu peste 400 de unități anual din 1863, și motorul Perreaux monocilindric alimentat cu alcool, care folosea curele duble flexibile din piele la roata din spate. Un manometru de presiune a aburului a fost montat în câmpul vizual al pasagerului, deasupra roții din față, iar aburul către cilindru era cuplat și reglat de un control manual. Velocipedul Michaux de bază avea o frână direct pe roată, dar versiunea cu abur nu avea frâne. Motorul cântărea 62 de kilograme, iar greutatea totală a velocipedului cu abur era de 87–88 de kilograme. O adăugare din 14 iunie 1871 la brevetul Perreaux a inclus îndepărtarea manivelelor și a pedalelor de pe roata din față și utilizarea unui tub arcuit în loc de tub drept pentru a face loc motorului. Deși velocipedul de abur era funcțional, nu a avut succesori comerciali.
Doar un singur exemplar al mașinii din 1867–1871 a fost produs, dar în 1884 Perreaux a expus o versiune tricicletă a velocipedului cu abur, cu două roți în spate și curea conectată la roata din față, la Expoziția industrială de pe Champs -Élysées, Paris. Motorul alimentat cu alcool avea un foraj și o cursă similare cu cele originale și dezvolta o presiune a aburului de 3,5 atm (250 kPa) în cazanul de 2,8 litri, rezultând într-o viteză de 24–29 km/h. Rezervoarele de apă erau suficiente pentru două până la trei ore de funcționare, rezultând într-o autonomie de 48–87 km.